# Ӄ
Ӄ, ӄ (в Юникоде называется «ка с крюком») — буква расширенной кириллицы. Используется в алфавитах языков народов Севера: чукотском, корякском, хантыйском, алеутском и других (впервые введена в некоторые из этих алфавитов в 1952 году). Обозначает звук [q].
В XIX — начале XX веков использовалась ряде письменностей народов Кавказа: в «шёгреновском алфавите» для осетинского языка в конце XIX — начале XX века (до 1923 года) и в абхазском алфавите Переводческого комитета. При латинизации эта буква была заменена на Kh kh, в современных алфавитах этой букве соответствует: в осетинском алфавите — диграф Къ къ, в абхазском — Қ қ.